# Keisuke Iwashita
Keisuke Iwashita (jap. 岩下 敬輔, Iwashita Keisuke; * 24. September 1986 in Hioki, Präfektur Kagoshima) ist ein japanischer Fußballspieler.

## Karriere
Keisuke Iwashita erlernte das Fußballspielen in der Schulmannschaft der Kagoshima High School of Business. Seinen ersten Vertrag unterschrieb er 2005 bei Shimizu S-Pulse. Der Verein aus Shimizu, einer Stadt in der Präfektur Shizuoka, spielte in der höchsten japanischen Liga, der J1 League. Bis 2011 absolvierte er für den Club 110 Erstligaspiele. 2012 wurde er an den Ligakonkurrenten Gamba Osaka aus Suita ausgeliehen. Nach der Ausleihe wurde er von Gamba Osaka fest verpflichtet. 2012 stieg er mit Osaka in die zweite Liga ab. 2013 wurde er mit dem Club Meister der J2 League und stieg direkt wieder in die erste Liga auf. 2014 feierte er mit Osaka die japanische Fußballmeisterschaft. Außerdem stand man im Endspiel des J.League Cup und des Kaiserpokals. Im Finale des Kaiserpokals besiegte man Montedio Yamagata mit 3:1, das Finale im J.League Cup gewann man gegen Sanfrecce Hiroshima mit 3:2. 2015 stand man wieder im Finale des Kaiserpokals. Hier gewann man mit 2:1 gegen die Urawa Red Diamonds. 2016 wurde er sechsmal in der U23–Mannschaft, die in der dritten Liga, der J3 League, spielte, eingesetzt. 2017 unterschrieb er einen Vertrag bei Erstligaabsteiger Avispa Fukuoka in Fukuoka. Mit Fukuoka kam er auf 55 Zweitligaspiele. Im März 2019 wurde er an den Ersglitisgen Sagan Tosu ausgeliehen. Nach Ende der Ausleihe wurde er von dem Club aus Tosu Anfang 2020 fest verpflichtet.

## Erfolge
Gamba Osaka
- J2 League: 2013  ▲
- Japanischer Meister 2014
- J.League Cup: 2014
- Kaiserpokal: 2014, 2015
- Supercup: 2015